# I-školy
I-školy (informační školy), anglicky iSchools, je mezinárodní hnutí sdružující více než 130 univerzit na všech obydlených kontinentech, které spojuje společný zájem o výzkum a výuku týkající se informací. Hnutí podporuje interdisciplinární přístup k pochopení role informací v přírodě i lidských činnostech, s důrazem na koncepty, jako je univerzální přístup k informacím a uživatelsky orientovaná organizace dat. 
I-školy se věnují širokému spektru témat zahrnujících datovou vědu, interakci člověka s počítačem, organizaci a přístup k informacím, bibliometrii a integritu informací. Výzkum a výuka v rámci i-škol čerpají z metodologií společenských a behaviorálních věd, informatiky, umělé inteligence a lingvistiky. Hnutí má za cíl vzdělávat odborníky, vědce a výzkumníky připravené na výzvy informačně orientovaného světa.
I-školy zahrnují univerzitní školy, fakulty a oddělení, která se historicky vyvinula z oborů, jako jsou knihovní a informační vědy, informatika, informační systémy nebo vědy o informacích. Tyto instituce sdílí základní zájem o vztahy mezi lidmi, informacemi, technologiemi a vědou.

## Historie
Hnutí založila v roce 2005 skupina severoamerických univerzit, přičemž v prosinci 2014 byla oficiálně registrována pod názvem „iSchools“ a v roce 2016 získala status neziskové organizace podle amerického práva 501(c)(3). Severní Amerika již netvoří většinu členských institucí a administrativní kanceláře hnutí se v současnosti nachází v Berlíně.
Kořeny hnutí i-školy sahají do roku 1988, kdy děkani z amerických univerzit v Pittsburghu, Syracusách a na Drexelově univerzitě (Philadelphia), vedení Toni Carbo, založili neformální skupinu nazývanou „Gang tří“ (Gang of Three). Cílem této skupiny bylo rozvíjet studijní kurikula, posílit vědeckou spolupráci mezi fakultami a obhájit význam informační vědy před vedením univerzit.
Skupina postupně vytvořila intelektuální komunitu sdružující vědce z různých oborů a odborníky z praxe se zájmem o studium fenoménu informace a zlepšení informačních procesů. Do roku 2003 se počet členů rozrostl na deset univerzit a setkávání probíhala dvakrát ročně v neformálním duchu. Se vzrůstajícím počtem aktivit vznikla potřeba centralizovaného řídícího orgánu, což vedlo k založení výboru iSchool Caucus (zkráceně iCaucus), který formálně zastřešoval rostoucí hnutí.
Hnutí dále posilovalo díky navázání spolupráce s organizací Computing Research Association Deans (CRA Deans), což je sdružení děkanů zaměřené na informatiku, kde začali aktivně působit i děkani i-škol. Dnes komunita i-škol zahrnuje instituce, které se vyvinuly z tradičních škol informačních a knihovnických věd, školy vzniklé integrací různých programů i zcela nové instituce vytvořené za účelem výuky informační vědy.
Původní informačně-knihovnické školy postupně vypustily ze svého názvu „knihovnictví“ a zaměřily se na všechny formy práce s informacemi nezbytné pro rozvoj vědy, obchodu, vzdělání a kultury. Vedle užší komunity oficiálních členů iCaucus existuje širší komunita škol zaměřujících se na „společenské aspekty informačních technologií“.
Hnutí i-škol vzniklo jako důsledek několika faktorů:
- potřeby propojit vědce z různých oborů zkoumajících fenomén informace,
- experimentů s kurikuly informačních a knihovnických věd v USA,
- snahy o excelenci a interdisciplinární zaměření výzkumu,
- využití nových příležitostí v informačním průmyslu a znalostní ekonomice.[2]

## Cíle a identita
V roce 2005 hnutí vytvořilo vlastní chartu, která měla stanovit motivy, cíle a účel skupiny. Tato charta byla několikrát revidována, naposledy v roce 2019. Nejnovější verze charty definuje toto hnutí jako oddané posunu informačního oboru v 21. století se zaměřením na vztahy mezi informacemi, lidmi a technologií. Tato definice je spojena s teoretickým rámcem informačního oboru, který navrhli Ping Zhang a Robert I. Benjamin v roce 2007, přičemž tento rámec přidává společnost jako komponentu svého modelu. První myšlenky modelu vznikly na první i-konferenci na Pennsylvania State University v roce 2005. I-konference byly pro i-školy další příležitostí, jak společně definovat identitu i-škol a společenské problémy, které mohou zkoumat. 
Andrew Dillon se ve svém článku z roku 2012 zamýšlel nad identitou a zaměřením i-škol. Jako jejich klíčové charakteristiky určil šíři zaměření a intenzitu soustředění na výzkum. Podle něj se i-školy zaměřují na informace v celospolečenském kontextu a zároveň mimo institucionální rámec. Dillon uvádí, že typické vysokoškolské obory „LIS“ (library and information science) se převážně zaměřují na informace v rámci knihovny nebo archivu a na služby, které tyto instituce poskytují. Zaměření i-škol je naopak záměrně široké a využívá znalosti z několika oblastí. I-školy podporují interdisciplinaritu vytvářením společných prostor pro akademické pracovníky z různých oborů. Tato blízkost nejprve znamená využívání metod k řešení vzájemných problémů s nadějí, že postupnou spoluprací vzniknou nové metody, způsoby a myšlenky, které podpoří inovaci vědy a výzkumu. Dopad tohoto způsobu vzdělávání na znalosti studentů se obtížně dokazuje, což Dillon přiznává jako potenciální prostor pro kritiku vzdělávacího přístupu i-škol. Dalším Dillonovým argumentem ohledně distinktivní identity i-škol byla intenzita zaměření na výzkum. To podporuje fakt, že jedním z kritérií pro oficiální vstup do hnutí je výzkum s výraznou externí finanční podporou.
Byl proveden i výzkum, který se zabýval otázkou hodnocení hodnoty a úspěchu i-škol. Tento výzkum navrhl čtyři kritéria pro hodnocení i-škol: pověst školy, produktivitu publikace článků, hodnocení výuky studenty a spokojenost studentů s oborem. Některá kritéria úspěchu školy a získávání akreditace byla na začátku komplikovaná právě snahou o dosažení interdisciplinarity. I-školy čelí vedle obtíží s konceptualizací a implementací interdisciplinarity také problémům s prezentací výsledků interdisciplinárního výzkumu. Klíčovou výzvou je otázka, do jakých oborů by měly být tyto výzkumy zařazeny. I-školy postrádají vlastní odborný časopis, který by sloužil jako platforma pro publikaci jejich výsledků, a proto jsou nuceny volit mezi různými časopisy zaměřenými na specifické obory a to ovlivňuje hodnocení produktivity. Tento problém se rovněž odráží v hodnocení reputace i-škol. Kvůli jejich interdisciplinární povaze není zřejmé, do které kategorie v rámci reputačních žebříčků jejich studijní programy patří, což komplikuje jejich klasifikaci a porovnávání s tradičnějšími vzdělávacími institucemi.

## Aktivity
Hnutí i-škol organizuje několik aktivit a událostí na podporu dosáhnutí svých cílů. Organizují workshopy mimo tradiční i-konference, přičemž většina z nich je určena pro doktorandy. Spravují výzkumný grant, z nějž financují projekty studentů svých členských škol. Na svých webových stránkách upozorňují na možné oborové pracovní pozice a projekty. Organizují také iSchools Virtual Exchange o správě dat, kterého se účastní například i Univerzita Karlova v Praze.